# Migaloo
Migaloo (« garçon blanc » en langue aborigène) est une baleine à bosse blanche mâle, présumée née en 1990, qui voyage régulièrement le long de la côte est de l'Australie est devenue célèbre dans les médias locaux à cause de sa couleur très rare. C'est la baleine à bosse la plus connue du pays.
Observé la première fois en 1991,, l'intérêt envers Migaloo est tellement important que le gouvernement du Queensland a ordonné une zone d'exclusion de 500 mètres autour de lui et il est protégé par les lois australiennes. Son petit, nommé Migaloo Junior (MJ), dispose du même albinisme.
En 2007-2008, la Sea Shepherd Conservation Society nomme l'une de ses opérations de lutte contre la chasse à la baleine en Antarctique du nom de Migaloo.